# Корнел Давид
Корнел Давид (мађ. Dávid Kornél; Нађканижа, 22. октобар 1971) је бивши мађарски професионални кошаркаш. Он је био први мађарски кошаркаш који је заиграо у америчкој NBA. У NBA је играо у периоду од 1998. до 2001. године.

## Рана каријера
Давид Корнел је своју кошаркашку каријеру почео у јуниорској екипи будимпештанског Хонведа. Свој деби за први тим је имао као шеснаестогодишњак у сезони 1987-88. Већ следеће сезоне је потписао за Малев где је играо и наредне сезоне. У сезони 1990-91 се вратио у Хонвед и ту је играо до шампионата 1993-94, када је прешао у Албакомп, из Секешфехервара. У Албакомпу је остао све до 1997, када је потписао за Чикаго Булсе.

## NBA каријера
Давид Корнел је за Чикаго Булсе потписао 1. октобра 1997. године, али је остатак сезоне 97-98 провео у Рокфорд лајтнинзима (Rockford Lightning) у ЦБА лиги. На крају сезоне је постао слободан играч и то је искористио да се врати у Мађарску и одигра сезону за Албакамп, са којим те сезоне, 97-98, осваја мађарски шампионат. После те сезоне као слободан играч потписује два пута уговоре од по 10 дана, после чега се опет враћа за Мађарску у свој првобитни клуб Албакамп. Овај пут са Албакампом осваја мађарски куп 2000. Исте године потписује за Торонто Репторсе а у фебруару 2001. бива трансферован у Детроит Пистонсе. 
Корнел је одиграо укупно 109 NBA утакмица, од којих је на 11 играо као стартер, постигао је 549 кошева и имао је 306 скокова.

## Клубови
- 1990-1994 Хонвед Будимпешта
- 1994–1998 Албакомп
- 1997 Роксфорд лајтнинг  (1 ута.)
- 1999 Чикаго Булси  (76 ута.)
- 1999–2000 Детроит Пистонси , Кливленд Кавалирси  (6 ута.), Албакомп
- 2000-2001 Торонто Репторси  (17 ута.), Детроит Пистонси (10 ута.)
- 2001–2002 Стразбур ИГ
- 2002–2003 Жалгирис
- 2003-2007 ТАУ Керамика  – Евролига 2. место (100 ута.)
- 2007-2008 Гран Канарија  (68 ута.)

## Успеси
- За репрезентацију Мађарске је одиграо 107 утакмица
- Шампион Мађарске 6х
- Куп Мађарске 1х
- Шампион Литваније у 2003
- Финалиста Евролиге у 2005
- Фајналу Евролиге у 2006
- Победник шпанског купа 2004. и 2006

## NBA зарада
- 1998-99 Чикаго Булси NBA - 287.500 $
- 1999-00 Чикаго Булси NBA - 175.882 $
- 1999-00 Кливленд Кавалирси NBA - 27.059 $
- 2000-01 Торонто Репторси NBA 498.500 $
- Укупно у NBA 988.941 $